# Hongkong na Mistrzostwach Świata w Lekkoatletyce 2015
Hongkong na Mistrzostwach Świata w Lekkoatletyce 2015 – reprezentacja Hongkongu podczas Mistrzostw Świata w Pekinie liczyła 1 zawodniczkę, która nie zdobyła medalu.

## Występy reprezentantów Hongkongu
| Konkurencja    | Zawodniczka   | Runda 1  | Runda 1 | Półfinał | Półfinał | Finał    | Finał   |
| Konkurencja    | Zawodniczka   | Rezultat | Pozycja | Rezultat | Pozycja  | Rezultat | Pozycja |
| -------------- | ------------- | -------- | ------- | -------- | -------- | -------- | ------- |
| Maraton kobiet | Yiu-Kit Ching | —        | —       | —        | —        | 2:43,28  | 32.     |